# Афанасій Метеорський
Афанасій Метеорський (1302 — 1383) — засновник монастирів Метеори у Греції, православний преподобний, у миру Андронік. Його пам'ять вшановується 20 квітня (3 травня).

## Біографія
Святий Афанасій народився у м. Неа Патри, нині м. Іпаті, у знатній та заможній родині. Рано осиротів, виховувся дядьком. Здобув добру світську освіту. У 1319 році, коли йому виповнилось 17 років, Фтіотида була захоплена франками, юнак мав покинути рідні місця і попрямував у Салоніки.
Бажаючи продовжити духовне зростання, Афанасій вирушає на Святу Гору. Він також відвідав Константинополь, де познайомився з подвижником Григорієм Синаїтом. Саме він згодом став духовним керівником Святого Афанасія та саме від нього Святий Афанасій отримав перші уроки ісихазма.
З благословення Грирія Синаїта Афанасій залишає Константинополь та їде на Крит, а потім на Святу Гору Афон, де оселяється у скиті Івірону. Тут у віці 30 років він приймає чернецтво з ім'ям Антоній, а пізніше схиму — з ім'ям Афанасій. Проте це були роки, що передували османській навалі, і коли небезпека стала невідпоротною Афанасій зі старцем Григорієм Паламою вирушає до Фессалії та оселяється біля підніжжя Метеорських скель поблизу сучасного міста Каламбака. Проте через 10 років, Афанасій з кількома своїми учнями піднімається на найвищу скелю Платіс Літос (широке каміння) висотою 613 м та площею 3 гектари. Першою було побудовано церкву Богородиці, якій Афанасій і присвятив нову обитель. Згодом Соборний храм Преображення Господнього, що дав ім'я всьому монастирю. Головною метою Афанасія було створення добре організованого монастиря-кіновії за прикладом Афону. Він визначив правила та поведінку, яких мала дотримуватись уся братія.
Помер Святий Афанасій Метеорський 20 квітня 1383 р. у віці сімдесяти восьми років, жодного разу не покидаючи монастиря. Його мощі зберігаються у Великому Метеорі поряд з мощами Іоасафа Метеорита (до чернецтва правитель Епіру Іоанн Уреш Палеолог), який також брав активну участь у розбудові обителі.